# Andoni Sarasola Martínez
Andoni Sarasola Martínez (Isasondo, 1917-San Sebastián, 2006) fue un ingeniero español, especialmente conocido por haber dirigido la Compañía Minera Sierra Menera.

## Biografía
Hijo de Paula Martínez y de José Manuel Sarasola Zalacain, quien fue alcalde de Isasondo en los años 30 del siglo XX, Andoni Sarasola procede de una familia con tradición empresarial vinculada al área industrial. Además, Andoni Sarasola es hermano de Gurutz Sarasola Martínez, poeta conocido en el mundo literario por el pseudónimo de Lotsati.

## Trayectoria
Doctor en Ingeniería, Sarasola dirigió la Compañía Minera Sierra Menera entre 1947 y 1967, una época en la que alcanzó fama la conocida Locomotora 501.

## Homenaje
Andoni Sarasola fue homenajeado en 2008, a título póstumo, con una calle con su nombre en el municipio valenciano de Sagunto.

## Obra escrita
Las experiencias del ingeniero guipuzcoano han sido recopiladas en el libro Minas y Ferrocarril. Ojos Negros-Sagunto. Siderurgia Integral, publicado por la editorial Alba.